# Cabildo ouvert (parti politique)
Pour les articles homonymes, voir Cabildo.
Cabildo ouvert (en espagnol : Cabildo Abierto) est un parti politique uruguayen fondé en 2019.

## Histoire
Le parti « Cabildo ouvert : mouvement social artiguiste » est fondé en mars 2019 par Guillermo Domenech (es), qui démissionne alors de son poste de secrétaire de la présidence qu'il occupe depuis les années 1990. Réunissant plus de 3 000 signatures, le Cabildo ouvert est reconnu comme parti par la Cour électorale le même mois. Si la Cour refuse l'utilisation officielle de « mouvement social artiguiste », considérant l'héritage de José Gervasio Artigas comme un « bien commun », le parti conserve ce double nom sur internet et les réseaux sociaux. Le parti est créé pour proposer la candidature de l'ancien commandant en chef de l'armée nationale Guido Manini Ríos (es), destitué par le président Tabaré Vázquez après ses propos défendant des militaires condamnés pour des crimes commis sous la dictature, à l'occasion des élections générales uruguayennes de 2019,.
Manini Ríos devient le candidat du nouveau parti, crédité au printemps 2019 de 5 % d'intentions de vote. Lors du vote d'octobre, Manini Ríos rassemble près de 11 % des suffrages au premier tour, arrivant en quatrième position,. Ce score permet au parti d'obtenir 11 sièges à la Chambre des représentants et 3 autres au Sénat,. Il rejoint alors la « coalition multicolore » soutenant Luis Alberto Lacalle Pou pour le second tour.

## Idéologie
Le Cabildo ouvert est considéré comme un parti de droite ou d'extrême droite,,,. Le parti se revendique comme artiguiste, et se dit « ni de gauche, ni de droite » selon Irene Moreira (es), sénatrice du Cabildo ouvert et épouse de Guido Manini Ríos (es).
Du point de vue économique, le parti souhaite laisser davantage de place à l'économie de marché et au secteur privé, en donnant davantage de flexibilité aux entreprises. Il lie le chômage à l'immigration. Sur les questions de sécurité, le Cabildo ouvert entend faciliter le port d'armes, créer des prisons de haute sécurité et rendre obligatoire le travail des prisonniers.
Quant aux questions de société, le parti entend réformer l'éducation, en luttant contre la « théorie du genre », et l'éducation sexuelle. Il critique également les lois votées par la majorité de gauche en faveur du droit à l'avortement (2012), du mariage homosexuel (2013) et du changement d'état civil pour les personnes transgenres (2018). Son président Guillermo Domenech (es) estime ainsi en août 2019 que « d'ici peu on va nous imposer une loi pour rendre l'homosexualité obligatoire ». Le parti entend également revenir sur la légalisation du cannabis,.
Le parti est particulièrement populaire auprès de l'armée et des classes populaires.